# ГАЕС Xiānyóu
ГАЕС Xiānyóu (仙游抽水蓄能电站) — гідроакумулювальна електростанція на сході Китаю у провінції Фуцзянь. Створена у сточищі річки Мулан, яка впадає до затоки Xinghua за сім десятків кілометрів на південь від Фучжоу.
Верхній резервуар станції створили лівому витоку Мулан річці Dajixi за допомогою кам'яно-накидної греблі із бетонним облицюванням висотою 73 метра та довжиною 340 метрів. Крім того, знадобились дві допоміжні споруди — земляна та земляна/ кам'яно-накидна висотою 15 та 3 метра відповідно при довжині 70 та 24 метра. Разом вони утримують водосховище із об'ємом 17,4 млн м3 та припустимим коливанням рівня поверхні у операційному режимі між позначками 715 та 741 метр НРМ.
Нижній резервуар створили правому витоку Мулан річці Xikou за допомогою кам'яно-накидної греблі із бетонним облицюванням висотою 75 метрів та довжиною 300 метрів. Вона утримує водойму із об'ємом 18 млн м3 та припустимим коливанням рівня поверхні у операційному режимі між позначками 266 та 294 метра НРМ.
Верхній резервуар з'єднаний із підземним машинним залом за допомогою двох тунельних трас довжиною  по 1,15 км, тоді як із нижньою водоймою зал пов'язують два тунелі довжиною по 1,1 км. Основне обладнання станції становлять чотири оборотні турбіни типу Френсіс потужністю по 300 МВт, які використовують напір від 421 до 475 метрів та мають проектну виробітку 1896 млн кВт-год електроенергії на рік.
Зв'язок із енергосистемою забезпечується за допомогою ЛЕП, розрахованою на роботу під напругу 500 кВ.